# Pogwizdów (województwo podkarpackie)
Pogwizdów – wieś w Polsce położona w województwie podkarpackim, w powiecie łańcuckim, w gminie Czarna.
| SIMC    | Nazwa     | Rodzaj     |
| ------- | --------- | ---------- |
| 0647457 | Budy      | część wsi  |
| 0647463 | Hulanka   | część wsi  |
| 0647470 | Kolonia   | część wsi  |
| 0647486 | Koziców   | część wsi  |
| 0647492 | Podlas    | część wsi  |
| 0647500 | Podwoda   | część wsi  |
| 0647530 | Suchary   | przysiółek |
| 0647517 | Zakościół | część wsi  |
| 0647523 | Zofiówka  | część wsi  |

W latach 1975–1998 miejscowość położona była w województwie rzeszowskim.
Pierwsi osadnicy na te tereny przybyli z Mazowsza wybierali tereny najbardziej przydatne do życia i rozwoju rolnictwa. Tak na północ od rzeki Wisłok powstały pierwsze osady Pogwisłow (pod Wisłokiem) - dzisiejszy Pogwizdów i Medina nazwa nadana prawdopodobnie po opuszczonej wsi na Mazowszu - Medyny.